# LOOP – 60Hz: Transmissions from The Drone Orchestra

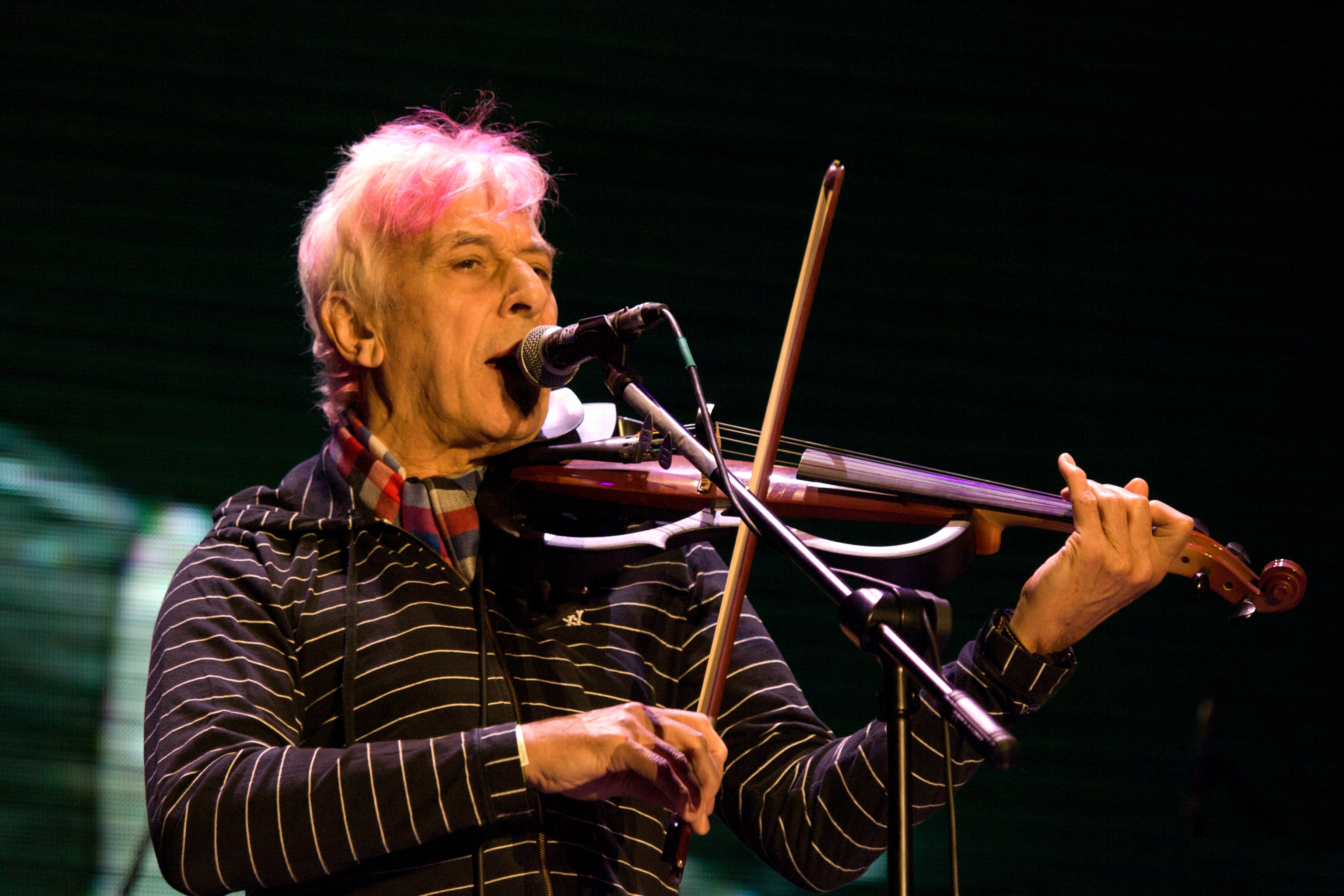
John Cale v roce 2010

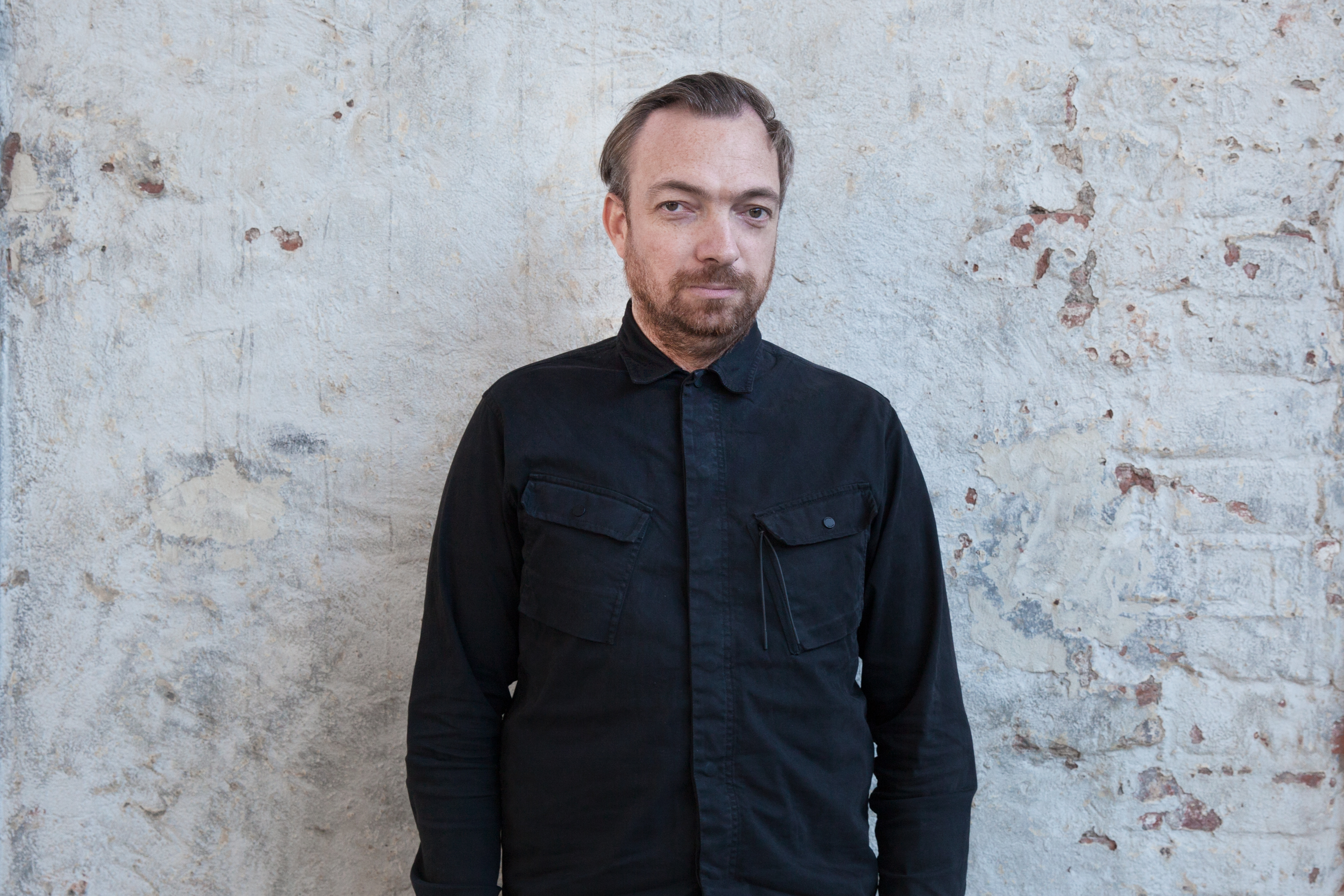
Liam Young v roce 2017

LOOP>>60Hz: Transmissions from The Drone Orchestra je audiovizuální dílo velšského hudebníka a skladatele Johna Calea, který na projektu spolupracoval s anglickým designovým architektem Liamem Youngem. Šlo o speciální koncerty ve dnech 12. a 13. září 2014 v londýnském divadle Barbican Theatre, kde Cale hrál své písně za doprovodu kapely a Young spolu s dalšími techniky ovládali malé drony létající nad hlavami obecenstva. Rovněž byla představena internetová stránka, ve které mohl návštěvník létat fiktivním městem.

## Popis
Koncerty proběhly ve dnech 12. a 13. září 2014 v londýnském divadle Barbican Theatre, kde Cale hrál své písně za doprovodu kapely a Young ve spolupráci s dalšími techniky ovládali malé drony létající nad hlavami obecenstva. Některé z letounů byly navíc různě upraveny. Část z nich měla světla, jiné reproduktory a některé zas na sobě nesly kostýmy. Jeden tak například vypadal jako medúza, jiný z dronů obalovaly růžové koule a na dalších se zase nacházely pouze jednoduché, nijak nearanžované holé trubky a světla. Létal zde také letoun oblepený pěti sty přívěsky k mobilnímu telefonu nebo stroj, jejž pokrývaly čtyři tisíce nalepených umělých nehtů. Young k tomu řekl, že účelem podivných kostýmů bylo „zmást očekávání lidí“ a kvůli tomu je neudělali aerodynamické a efektivní, ale takové, že stroje podobných tvarů by ve skutečnosti vůbec nemohly létat. Dále prohlásil, že vrtule, která se točí velkými rychlostmi, by mohla bez problémů useknout něčí hlavu. Kvůli bezpečnosti návštěvníků vystoupení se nad jejich hlavami natáhla ochranná síť, která by zachycovala případné padající poškozené stroje. Cale s odstupem roku a půl přiznal, že „to bylo mimo kontrolu, ale fungovalo to“. Rovněž řekl, že přestože mezi piloty (navigátory) dronů byli i lidé, kteří měli pilotní licenci, nemohlo to celé fungovat, pokud neznali dané písně. Nakonec se na jejich ovládání podílela jeho manažerka Nita Scott, která jako jediná znala Caleovy písně. Cale také prohlásil, že myšlenka pohybu hudby po sále sahá do sedmdesátých let, kdy pracoval na převádění starých alb do kvadrofonního zvuku. V té době se snažil najít způsob, jak rozpohybovat vokály po místnosti. To se mu tehdy nepodařilo, ale nyní toho s drony osazenými reproduktory dosáhl.

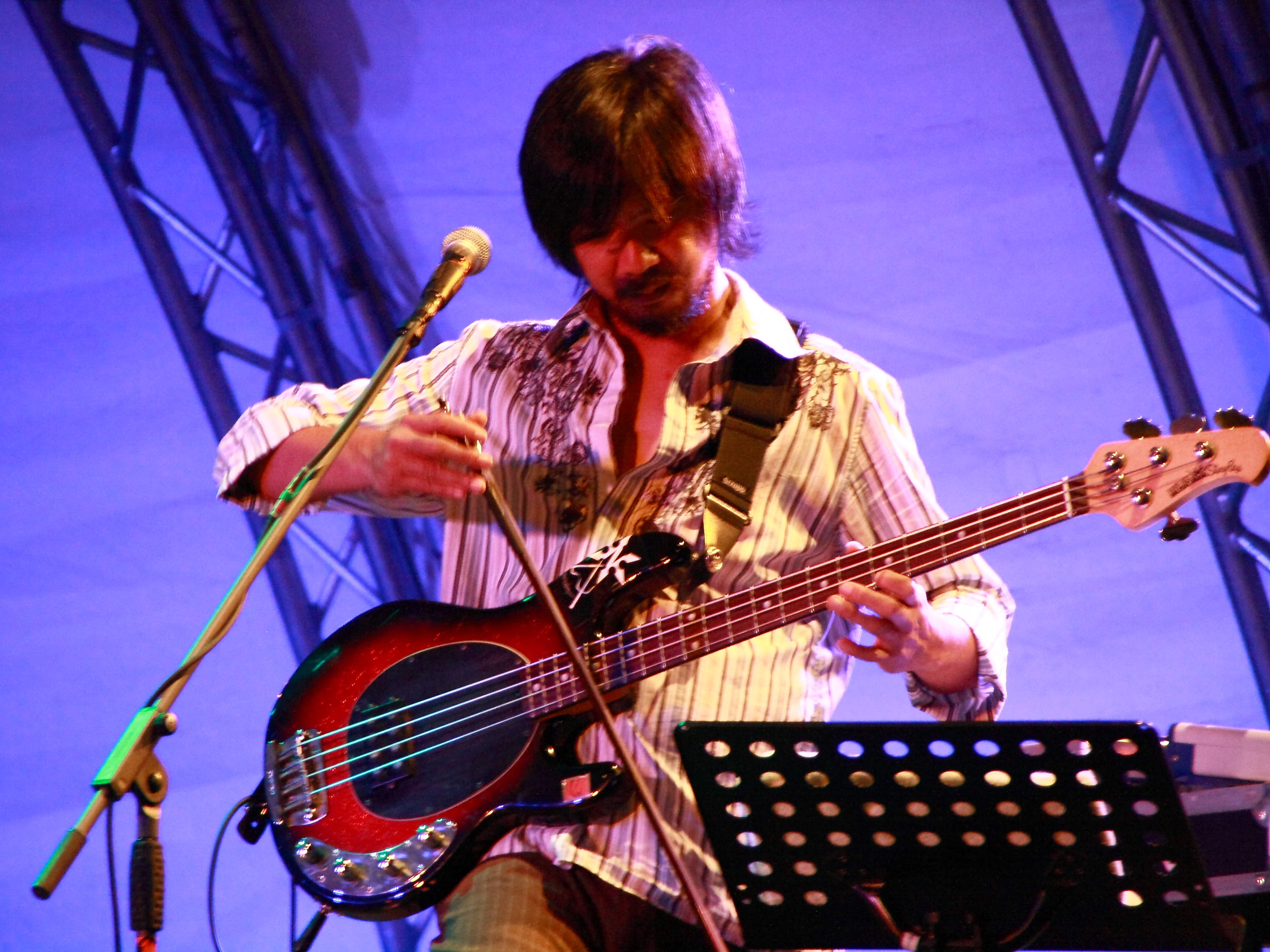
Baskytarista Joey Maramba v roce 2010

Spolupráce obou hlavních protagonistů vystoupení začala poté, co Cale zhlédl Youngovo dílo Electronic Counter Measures a kontaktoval jej ohledně možné spolupráce. Hledání vhodného místa jejich společného vystoupení, které nakonec dvojice nalezla v londýnském sále Barbican, trvalo dva roky. Cale všechny písně pro tuto příležitost přearanžoval do delších forem s využitím neobvyklého ladění hudebních nástrojů. Výsledkem byly tvrdší a více „městské“ verze skladeb, jež zvýraznily Caleův hlas, který se tak stal více emocionálním. Koncerty proběhly v rámci letního projektu Digital Revolution, jenž začal 3. července a končil 14. září roku 2014. Organizace celého představení byla podle organizátorů velmi složitá. Young musel vyvinout nový systém ovládání letounů, jelikož v divadle, které se nachází pod zemí, nefungovalo navigování přes GPS. John Cale přípravu a organizaci tohoto představení ve srovnání s klasickým koncertem přirovnal k operaci otočení ropného tankeru.
V souvislosti s Caleovým a Youngovým projektem vznikla také webová stránka nazvaná City of Drones, dostupná také v prostorách kulturního centra Barbican, ve které návštěvník (z pohledu kokpitu letounu) může létat po ulicích a mezi mrakodrapy fiktivního města. Na vývoji tohoto systému se vedle Calea, jenž je autorem doprovodné hudby, a Younga, architekta jednotlivých budov, podílelo navíc ještě interaktivní studio Field.
V listopadu 2014 zveřejnil kolektiv The Creators Project desetiminutový film, ve kterém tvůrci audiovizuálního díla mluví o přípravě celého projektu. Ve stejnou dobu byl představen patnáctiminutový film téhož zaměření režírovaný Bevisem Bowdenem, který s Calem spolupracoval již v minulosti na audiovizuálním díle Dyddiau Du/Dark Days. První z filmů se objevil mezi snímky nominovanými na ocenění Webby.

## Koncerty
Zkoušky na koncerty probíhaly v Caleově studiu ARM Studio v Los Angeles. Setlisty obou koncertů byly totožné. Koncerty zahajovala nepojmenovaná instrumentální skladba, ve které Cale hrál nejprve na akustickou kytaru a později přešel k elektrické viole. První zpívanou písní koncertu byla „Mercenaries (Ready for War)“, jež původně vyšla na Caleově koncertním albu Sabotage/Live v roce 1979 a o rok později ve studiové verzi coby singl; Cale při vystoupení v této písni zpíval falzetem.

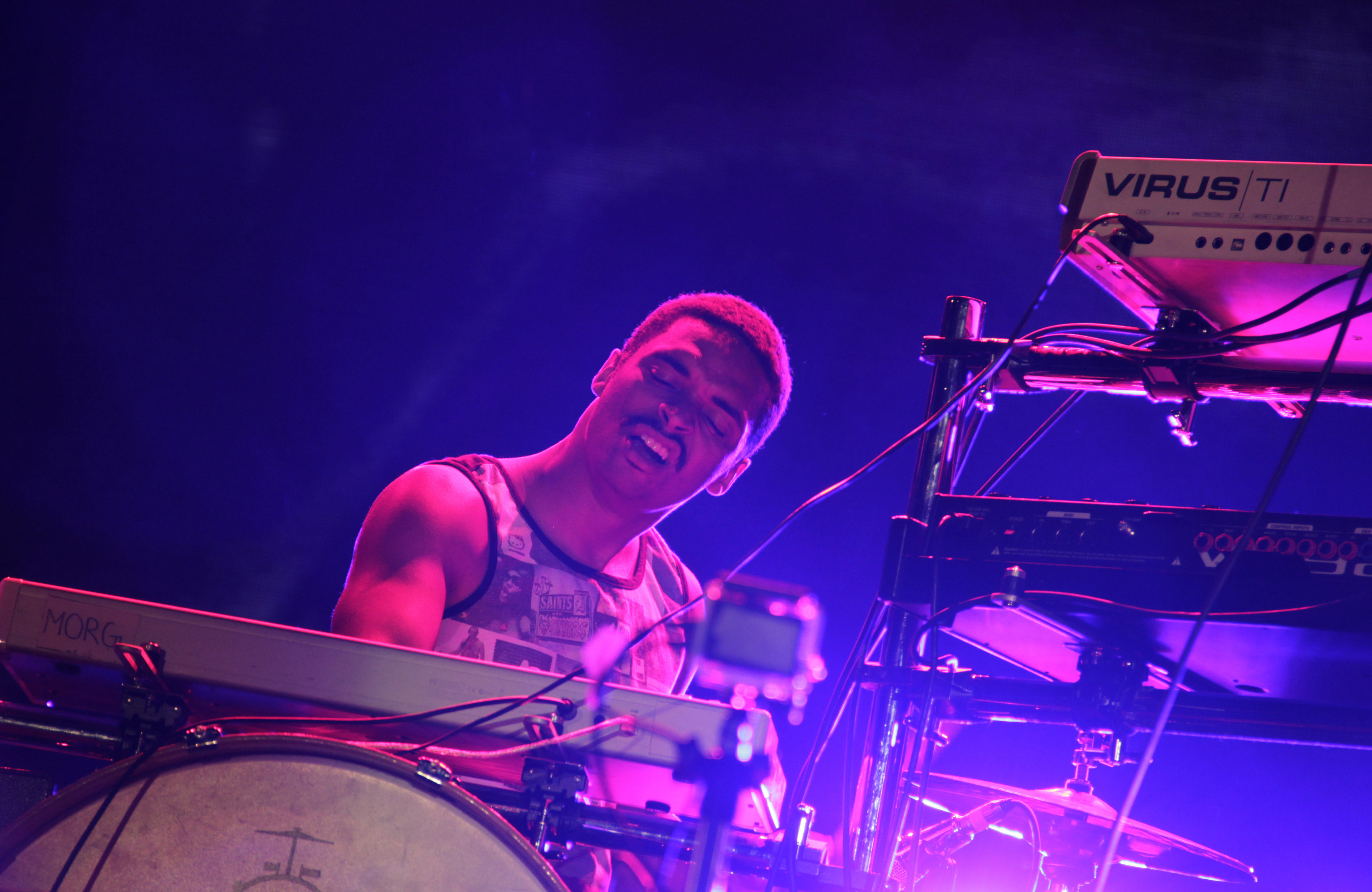
Bubeník Deantoni Parks v roce 2013

Během koncertu, který zahrnoval celkem čtrnáct skladeb, zazněly ještě: „If You Were Still Around“ (Music for a New Society, 1982), „December Rains“ (Shifty Adventures in Nookie Wood, 2012), „Caravan“ (HoboSapiens, 2003), „Half Past France“ (Paris 1919, 1973), „Mothra“ (Shifty Adventures in Nookie Wood, 2012), „Sandman (Flying Dutchman)“ (Shifty Adventures in Nookie Wood, 2012), „Gravel Drive“ (Black Acetate, 2005), „Letter from Abroad“ (HoboSapiens, 2003), „Sanities“ (Music for a New Society, 1982) a „Wasteland“ (blackAcetate, 2005).
Koncert uzavřela dlouhá verze skladby „Sister Ray“ z repertoáru skupiny The Velvet Underground (pochází z roku 1967), která byla kompletně přepracována do nové industriální formy. V této písni hrál Cale střídavě na klávesy a violu a ke konci ve velké míře využíval slov „ding-dong“. Coby přídavek zazněla zbrusu nová verze písně „Strange Times in Casablanca“ z alba Honi Soit z roku 1981. Kapela hrála ve složení John Cale (zpěv, akustická kytara, elektrická viola, klávesy), Dustin Boyer (elektrická kytara), Joey Maramba (baskytara) a Deantoni Parks (bicí, klávesy) společně se speciálním hostem Nickem Franglenem (klávesy). Franglen vystoupení vedle kláves doplňoval ještě různými počítačem vytvářenými zvuky a smyčkami. Využíval software Iris od společnosti iZotope, kterým upravoval vlastní zvuky. Pro zkreslení Caleovy violy Franglen využíval software Trash od stejného výrobce. Během koncertů byla návštěvnost 1500 lidí na jedno vystoupení.

### Ohlas
Koncerty sklidily převážně pozitivní ohlas kritiků. Publicista Mark Beaumont představení ve své recenzi pro deník The Guardian ocenil čtyřmi z pěti hvězd a napsal, že Youngovy létající objekty byly velkolepé, ale Caleův přínos ještě mnohem větší. Stejným počtem hvězd vystoupení ohodnotil i David Sinclair ve své recenzi pro deník The Times. Ten k němu navíc uvedl, že to byla „geniální spolupráce mezi skupinou hudebníků a letkou vzdušných přístrojů, které se vznášely a tančily ve vzduchu nad hlavami diváků“. Stejné hvězdičkové ocenění dal koncertu i Tim Martin z deníku The Daily Telegraph a dodal, že byl Cale i ve svých dvaasedmdesáti letech ve skvělé hlasové formě a vyzdvihoval jeho operní baryton. David Cheal, který dal vystoupení ve své recenzi pro Financial Times tři hvězdičky, ocenil hlavně světelnou stránku koncertu, zatímco létající předměty označil za „poněkud nezajímavé“.